# Ar (elemento)

Símbolo alquimístico do Ar.

O elemento ar, junto com Fogo, Terra e Água, é um dos quatro elementos das cosmogonias tradicionais do Ocidente e do Oriente. Está presente em todas as religiões e seus rituais, na filosofia esotérica, na alquimia e na terra. É considerado "ativo e masculino", assim como o elemento fogo, em oposição a terra e a água, "passivos e femininos".
É simbolizado na alquimia pelo triângulo com a ponta voltada para cima, cortado por um traço na horizontal.

## Tradição grega e romana
De acordo com Platão, está associado ao octaedro; o ar é considerado quente e úmido. Os gregos antigos usavam duas palavras para ar: aer significava a fraca atmosfera inferior e éter significava a atmosfera superior brilhante acima das nuvens. Platão, por exemplo, escreve que "O mesmo ocorre com o ar: existe a variedade mais brilhante que chamamos de éter, a mais turva que chamamos de névoa e escuridão, e outros tipos para os quais não temos nome. ..." Entre os primeiros filósofos pré-socráticos gregos, Anaxímenes (meados do século VI a.C.) nomeou o ar como arché. Uma crença semelhante foi atribuída por algumas fontes antigas a Diógenes de Apolônia (final do século V a.C.), que também ligou o ar à inteligência (nous) e à alma (psique), mas outras fontes afirmam que sua arché era uma substância entre o ar e o fogo. Aristófanes parodiou esses ensinamentos em sua peça As Nuvens, pondo uma prece ao ar na boca de Sócrates.
O ar foi uma das muitas archai propostas pelos pré-socráticos, muitos dos quais tentaram reduzir todas as coisas a uma única substância. No entanto, Empédocles (c. 495–c. 435 AEC) selecionou quatro archai para suas quatro raízes: Ar, fogo, água e terra. As opiniões antigas e modernas diferem quanto ao fato de ele identificar o ar pelo nome divino Hera, "Aidoneus" ou mesmo Zeus. As chamadas "raízes" por Empédocles se tornaram os quatro elementos clássicos da filosofia grega. Platão (427–347 a.C.) assumiu os quatro elementos de Empédocles. No Timeu, seu principal diálogo cosmológico, o sólido platônico associado ao ar é o octaedro que é formado por oito triângulos equiláteros. Isso coloca o ar entre o fogo e a água, o que Platão considerava apropriado por ser intermediário em sua mobilidade, nitidez e capacidade de penetração. Ele também disse sobre o ar que seus componentes minúsculos são tão lisos que mal se pode senti-los.
O aluno de Platão, Aristóteles (384–322 a.C.), desenvolveu uma explicação diferente para os elementos com base em pares de qualidades. Os quatro elementos foram dispostos concentricamente em torno do centro do universo para formar a esfera sublunar. De acordo com Aristóteles, o ar é quente e úmido e ocupa um lugar entre o fogo e a água entre as esferas elementares. Aristóteles separou definitivamente o ar do éter. Para ele, o éter era uma substância imutável, quase divina, encontrada apenas nos céus, onde formava esferas celestes.
Na medicina grega antiga, cada um dos quatro humores tornou-se associado a um elemento. Sangue era o humor identificado com o ar, já que ambos eram quentes e úmidos. Outras coisas associadas ao ar e ao sangue na medicina antiga e medieval incluíam a estação da primavera, uma vez que aumentava as qualidades de calor e umidade; o temperamento sanguíneo (de uma pessoa dominada pelo humor do sangue); hermafrodita (combinando a qualidade masculina do calor com a qualidade feminina da umidade); e o ponto norte da bússola.

## Recepção moderna
A Ordem Hermética da Aurora Dourada, fundada em 1888, incorpora ar e outros elementos clássicos gregos em seus ensinamentos. A arma elemental do ar é a adaga que deve ser pintada de amarelo com nomes mágicos e sigilos escritos em cima dela em violeta. Cada um dos elementos tem vários seres espirituais associados. O arcanjo do ar é Rafael, o anjo é Chassã, o governante é Aral, o rei é Paralda, e os elementais do ar (seguindo Paracelso) são chamados de sílfides. O ar é considerável e é referido ao ponto superior esquerdo do pentagrama no Ritual Invocador Supremo do Pentagrama. Muitas dessas associações, desde então, espalharam-se por toda a comunidade ocultista.
Na Aurora Dourada e em muitos outros sistemas mágicos, cada elemento está associado a um dos pontos cardeais e é colocado sob os cuidados das Torres de Vigia. As Torres de Vigia derivam do sistema enoquiano de magia fundado por John Dee. Na Aurora Dourada, são representados pelas tábuas elementais enoquianas. O ar está associado ao leste, o qual é guardado pela Primeira Sentinela.
O ar é um dos cinco elementos que aparecem na maioria das tradições wiccanas e pagãs. A Wicca, em particular, foi influenciada pelo sistema de magia da Aurora Dourada e pelo misticismo de Aleister Crowley.
O espírito da natureza do Ar é o silfo. No Zodíaco seus signos astrológicos são Libra, Aquário e Gêmeos.

## Paralelos nas tradições não ocidentais
No hinduísmo, Vayu (sânscrito वायु), também conhecido como Vāta वात, Pavana पवन (significando Purificador), ou Prāna, é uma divindade primária, que é o pai de Bhima e o pai espiritual de Hanuman. Como as palavras para o ar (Vāyu) ou vento (Pavana), é um dos Panchamahābhuta os "cinco grandes elementos" do hinduísmo.
O ar não é um dos cinco elementos clássicos chineses tradicionais. No entanto, acredita-se que o antigo conceito chinês de Qi ou chi esteja próximo do conceito de ar. Acredita-se que o Qi faça parte de todas as coisas vivas que existem, como uma espécie de "força vital" ou "energia espiritual". É freqüentemente traduzido como "fluxo de energia", ou, literalmente, como "ar" ou "respiração". (Por exemplo, tiānqì, literalmente "sopro do céu", é a palavra chinesa para "tempo"). O conceito de qi é muitas vezes reificado, no entanto, nenhuma evidência científica suporta sua existência.
O elemento ar também aparece como um conceito na filosofia budista que tem uma história antiga na China.
Alguns ocultistas modernos ocidentais equiparam o elemento clássico chinês do metal com o ar, outros com a madeira devido à associação elemental do vento e da madeira no ba gua.
Enlil era o deus do ar na antiga Suméria. Shu era a divindade do ar no antigo Egito e o marido de Téfnis, deusa da umidade. Ele se tornou um emblema de força em virtude de seu papel na separação de Nut de Geb. Shu desempenhou uma função primordial nos Textos dos Sarcófagos, que eram feitiços destinados a ajudar o falecido a alcançar o reino da vida após a morte com segurança. No caminho para o céu, o espírito tinha de viajar através do ar como um feitiço indica: "Eu subi em Shu, eu ascendi nos raios de sol".